# Еритрејска накфа
Еритрејска накфа је званична валута у Еритреји. Скраћеница тј. симбол за накфу је Nfk а међународни код ERN. Накфу издаје Банка Еритреје. У 2008. години инфлација је износила 18%. Једна накфа састоји се од 100 центи.
Уведена је 1997. као замена за Етиопски бир а названа је по граду Накфа.
Постоје новчанице у износима 1, 5, 10, 20, 50 и 100 накфи и кованице од 1, 5, 10, 25 и 50 центи и 1 накфа.